# Matatias
Matatias ben Johanan (em hebraico, מַתִּתְיָהוּ בֶּן יוֹחָנָן הַכֹּהֵן,transl. Matityahu ben Yoḥanan HaKohen;morto em 165 a.C.) foi um Cohen (sacerdote) do templo de Jerusalém cujo papel na revolta contra os gregos sírios é relatado nos Livros dos Macabeus. Matatias foi protagonista na história do Hanukkah e é lembrado no Amidah durante os oito dias do festival. Era o pai de Judas Macabeu, líder dos macabeus. 
Matatias já era idoso quando as primeiras medidas antijudaicas do rei selêucida, Antíoco IV, foram implementadas. Em 167 a.C., um emissário do rei, chamado Apeles de acordo com Flavius Josephus, construiu, em Modiin, um altar dedicado a um deus helênico e ordenou a Matatias, que era o cidadão mais importante e espiritualmente influente da aldeia, que fizesse um sacrifício ao ídolo, obedecendo a instruções do rei. Ele, porém, recusa-se  a obedecer, exortando os judeus a não abandonar suas crenças e práticas ancestrais e quando  um judeu helenizado se declara disposto a colaborar com o governo, Matatias mata-o e destrói o altar, enquanto seus filhos matam o enviado selêucida. Matatias, então, dirige-se à multidão e novamente exorta os judeus a permanecerem fiéis à Lei e a participarem de sua insurreição.
Ao ser anunciado o decreto de sua prisão, Matatias se refugia nas montanhas da Judeia com os seus cinco filhos - Jônatas, Eleazar, João, Judas e Simão. Muitos dos seus compatriotas o seguiram, incluindo outros rebeldes, como os hasidim.
Este foi o primeiro episódio da Revolta dos Macabeus contra o império selêucida, que resultou na independência dos judeus após 400 anos de dominação estrangeiro. 

## Chanuca
Os eventos da Guerra dos Macabeus formam a base para o feriado da Chanuca, celebrado pelos judeus a 25 de Kislev do calendário judaico, o que corresponde a um período entre meados de novembro e fins de dezembro no Calendário Gregoriano.